# Salî, Cerneahiv
Salî (în ucraineană Сали) este localitatea de reședință a comunei Salî din raionul Cerneahiv, regiunea Jîtomîr, Ucraina. 
Localitatea face parte din regiunea istorică Volânia, iar după tratatul de pace de la Riga din 1921 a devenit parte a Uniunii Sovietice.

## Demografie
Componența lingvistică a localității Salî
     Ucraineană (99,44%)
     Alte limbi (0,56%)
Conform recensământului din 2001, majoritatea populației localității Salî era vorbitoare de ucraineană (99,44%), existând în minoritate și vorbitori de alte limbi.